# 第5の力
第5の力（だいごのちから、英: fifth force）とは、次の表式：
{\displaystyle V_{ij}(r)=-G{m_{i}m_{j} \over {r}}\alpha _{ij}e^{-{r \over {\lambda }}}}
によって示されるポテンシャル Vij(r) の勾配として現れる力である。ただし、G は万有引力定数で、mi, mj は2つの物体（指標i, j ）の質量、r は2物体間の距離、αij は |αij| ≤ 1程度の i, j に依存した定数、λ は相互作用の到達し得る距離を表す量で、およそ数メートルから数キロメートルのオーダーと考えられている。
自然界を支配するといわれる4つの力（重力、電磁気力、弱い力、強い力）以外の力として存在する可能性が指摘されているため、第5の力との名がある。(1 / r)e-r / λ は湯川型ポテンシャルの形をしている。
1970年代初めに藤井保憲によって提案され、後にエフライム・フィッシュバッハによって第5の力と呼ばれるようになった。実験的な検証で、第5の力の存在を確証付ける結果はまだ得られていない。但し、αij に関しては検証の結果、
{\displaystyle |\alpha _{ij}|\leq 10^{-4}}
と上限があることが分かっている。
1950年代に李政道と楊振寧によって予言された、バリオン数と関係した場の存在に第5の力の端緒が見られる。
1986年には、フィッシュバッハによる新たな第5の力の理論が提唱された。
また、第5の力の存在に否定的な実験結果が得られた以降には、第5の力を打ち消す第6の力の存在を予言する理論も提唱されている。